# Spellemann
Spellemann är ett folkmusikalbum av den norska sångerskan Elisabeth Andreassen , utgivet på Osloskivbolaget Grappa Musikkforlag AS som står bakom mycket folkmusikutgivningar i Norge. Det utkom i Norge den 9 februari 2009, och i Sverige i den 20 april 2009 men marknadsfördes i det senare landet först i juli samma år. På albumlistorna placerade det sig som högst på sjunde plats i Norge och 45:e plats i Sverige.
Arbetet med albumet började under norra våren 2008 och låtarna spelades in i Kongshavn Studio i Kristiansand och Rainbow Studios i Oslo under perioden maj 2008-januari 2009. Albumet innehåller både svensk och norsk folkmusik, och producerades av Bjørn Ole Rasch.
De flesta låtarna är coverversioner, som "Gabriellas sång" (från filmen "Så som i himmelen"), Ted Gärdestads "För kärlekens skull", Orsa spelmäns "Koppången" och "Klinga mina klockor" av Benny Andersson och Björn Ulvaeus, men också nyskrivna låtar som barndikten "Sommerfuglen", som Elisabeth Andreassen sjunger tillsammans med dottern Nora och Rolf Løvlands "Bryllupsvals", som han gav till Elisabeth Andreassen och maken Tor när de gifte sig 1994. På förstaspåret "Klinga mina klockor" medverkar tretton norska sångerskor, bland andra Guri Schanke, Ingrid Bjørnov och Mariann Aas Hansen. Det var den enda låt på albumet som spelades in under 2009, övriga spelades in 2008.
Elisabeth Andreassen har beskrivit albumet som en 50-årsgåva till sig själv. Hon hade då levt ett halvt liv i Sverige och ett halvt liv i Norge och här hade hon samlat favoritlåtar från båda länderna. "Gabriellas sång" blev en hitlåt redan innan albumsläppet. Albumsläppet var först planerat på Tylden & Co. AS i oktober 2008, men albumsläppet sköts upp till februari 2009. Efter albumsläppet turnerade hon i Norge under mars 2009.

## Låtlista
1. "Klinga mina klockor" (Benny Andersson/Björn Ulvaeus)
2. "Här är gudagott att vara" (Gunnar Wennerberg)
3. "Blinde-Karls vise" (Trad./Jostein Fet)
4. "Sommerfuglen" (Henrik Wergeland/Bjørn Ole Rasch), (duett med Nora Andreassen)
5. "Gabriellas sång" (Py Bäckman/Stefan Nilsson)
6. "Det är vi ändå" (Benny Andersson/Björn Ulvaeus), (duett med Sven Nordin)
7. "De nære ting" (Arne Paasche Aasen/Kurt Foss/Reidar Bøe)
8. "Koppången" (Py Bäckman/Per-Erik Moraeus)
9. "Du som har mitt hela hjärta" (Trad.)
10. "Bryllupsvals" (Bjarte Hjelmeland/Rolf Løvland)
11. "För kärlekens skull" (Kenneth Gärdestad/Ted Gärdestad)
12. "Nu mår jag mycket bättre" (Kristina Lugn/Benny Andersson), (duett med Bjarte Hjelmeland)

## Medverkande

### Musiker
- Elisabeth Andreassen – sång
- Bjørn Ole Rasch – keyboard, harmonium
- Rolf Kristensen – gitarr
- Alfred Matre – basgitarr
- Fredrik Sahlander – basgitarr
- Per Hillestad – trummor
- Petter Wettre – saxofon
- Annbjørg Lien – hardingfela, nyckelharpa, violin
- Hans Fredrik Jacobsen – flöjt, durspel, kantele
- Tore Bråthen – trumpet
- Ingrid Wangsvik – klarinett
- Vidar Løvbrøtte – tuba
- Nils Tore Brunvatne – trombon
- Henrik Engebretsen – ukulele
- Pat Broaders – bouzouki, säckpipa
- Olle Moraeus – violin (Orsa spelmän)
- Per-Erik Moraeus – violin (Orsa spelmän)
- Nicke Göthe – violin (Orsa spelmän)
- Leif Göras – violin (Orsa spelmän)
- Larsåke Leksell – dragspel (Orsa spelmän)
- Pål Svendsberget – violin
- Daniel Perek – violin
- Bård Bostrup – cello
- Ariel de Wolf – cello
- Guri Schanke – körsång
- Ingrid Bjørnov – körsång
- Marian Aas Hansen – körsång
- Nora Andreassen – sång på "Sommerfuglen"
- Sven Nordin – sång på "Det är vi ändå"
- Bjarte Hjelmeland – sång på "Nu mår jag mycket bättre"
- Kristiansand Symfoniorkester – stråkinstrument
- Kristiansand Barnehagekor – körsång

### Produktion
- Bjørn Ole Rasch – musikproducent
- Trond Engebretsen – ljudtekniker, ljudmix
- Christer André Cederberg – ljudtekniker
- Erik Valderhaug – ljudtekniker
- Glenn Jönefors – ljudtekniker
- Jan Erik Kongshaug – ljudtekniker
- Roald Råsberg – ljudtekniker
- Chris Sansom – mastering
- Eva Brænd – foto
- iStockphoto – foto
- Janne Møller-Hansen – foto
- Espen Braata – foto
- Håkon Ims – omslagsdesign
- Terje Stenstad – promo

## Listplaceringar
| Lista (2009) | Topplacering |
| ------------ | ------------ |
| Norge        | 7            |
| Sverige      | 5            |